# Nebeltrinker-Käfer
Der Nebeltrinker-Käfer (Onymacris unguicularis) ist ein Käfer aus der Familie der Schwarzkäfer (Tenebrionidae). Er kommt endemisch in der Namibwüste vor.

## Merkmale
Der Nebeltrinker-Käfer ist schwarz gefärbt, etwa zwei Zentimeter groß und hat auffällig lange Beine. Die Deckflügel sind wie das Pronotum fast vollständig glatt und glänzend, nur zum Hinterende hin schwach gefurcht. Die Flügeldecken sind an der Naht verwachsen, die Hinterflügel zurückgebildet. Der Raum unter den Flügeldecken ist dadurch zu einer Atemkammer umgewandelt. Die abdominalen Stigmen öffnen sich in diesen Raum, der nur über eine Spalte am Hinterende mit der Außenwelt in Kontakt tritt, die verschließbar ist. Je nach Außentemperatur muss er alle 10 bis 30 Minuten seine Atemluft erneuern. Da der Dünensand luftdurchlässig ist, müssen sie dafür nicht zwingend an die Oberfläche.

## Lebensweise
Onymacris unguicularis ist eine Art der offenen Sanddünen. Er lebt im lockeren Flugsand der Dünenkämme. Bei Annäherung von Feinden, die optisch wahrgenommen werden, taucht er blitzschnell im lockeren Sand unter. Der Käfer ist imstande, im lockeren Sand nicht nur zu graben, sondern regelrecht durch ihn zu schwimmen. Die Art ist tagaktiv, weicht aber in der heißesten Zeit in die Morgen- und Abendstunden aus. Ruheperioden verbringt er eingegraben im Sand. Zur Nahrungsaufnahme bevorzugt der Käfer die windgeschützte, sonnenabgewandte Seite der Dünen. Er ernährt sich von den spärlichen, hier eingewehten pflanzlichen Substanzen (Detritus). Seine Larven besitzen dieselbe Ernährungsweise, sie kommen aber nur selten an die Sandoberfläche.
Wüsten-Tenebrioniden der Tribus Adesmiini sind für die Wüstengebiete Namibias charakteristisch und artenreich. Unter den zahlreichen Arten besitzen aber nur zwei der Gattung Onymacris (unguicularis und  bicolor) die Fähigkeit, mit ihrer eigenen Körperoberfläche Wasser aus den vom Atlantik in die Wüste ziehenden Nebelschwaden zu gewinnen. Dazu balancieren die Tiere auf einem Dünenkamm mit dem Kopf nach unten gesenkt und strecken ihr Hinterteil nach oben in einem Winkel von etwa 20 Grad zum Wind, einem Kopfstand ähnlich. Feine Nebeltröpfchen der Luft bleiben hängen und das aufgefangene Wasser kann genutzt werden. Diese Fähigkeit ist im Wesentlichen eine Verhaltensanpassung, keine morphologische Besonderheit. Wie Versuche mit toten Tieren gezeigt haben, sammelt Onymacris unguicularis Wasser nicht effizienter als verwandte Arten ohne dieses Verhalten oder Grasbüschel. Diese Lebensweise beschränkt sein Verbreitungsgebiet weitgehend auf die vom Nebel erreichten, westlichen Teile der Wüste (siehe Verbreitungskarte). Selten ist die Art aber auch an bis etwa 45 Kilometer landeinwärts gelegenen Dünenzügen anzutreffen.
Siehe auch Nebelkondensation
In der Paarungszeit locken die Männchen die Weibchen an, indem sie mit dem Panzer auf harten Boden klopfen, was die Weibchen noch aus mehreren Kilometern Entfernung anlockt. Diese Klopfgeräusche haben dem Käfer in Namibia den lautmalerischen Namen „Tok Tokkie“ eingetragen.

## Aufteilung der Lebensräume

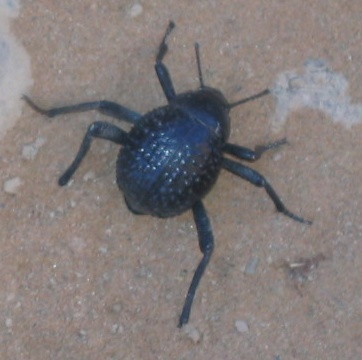
Ein Vertreter der Gattung Onymacris im Sesriem-Cañon

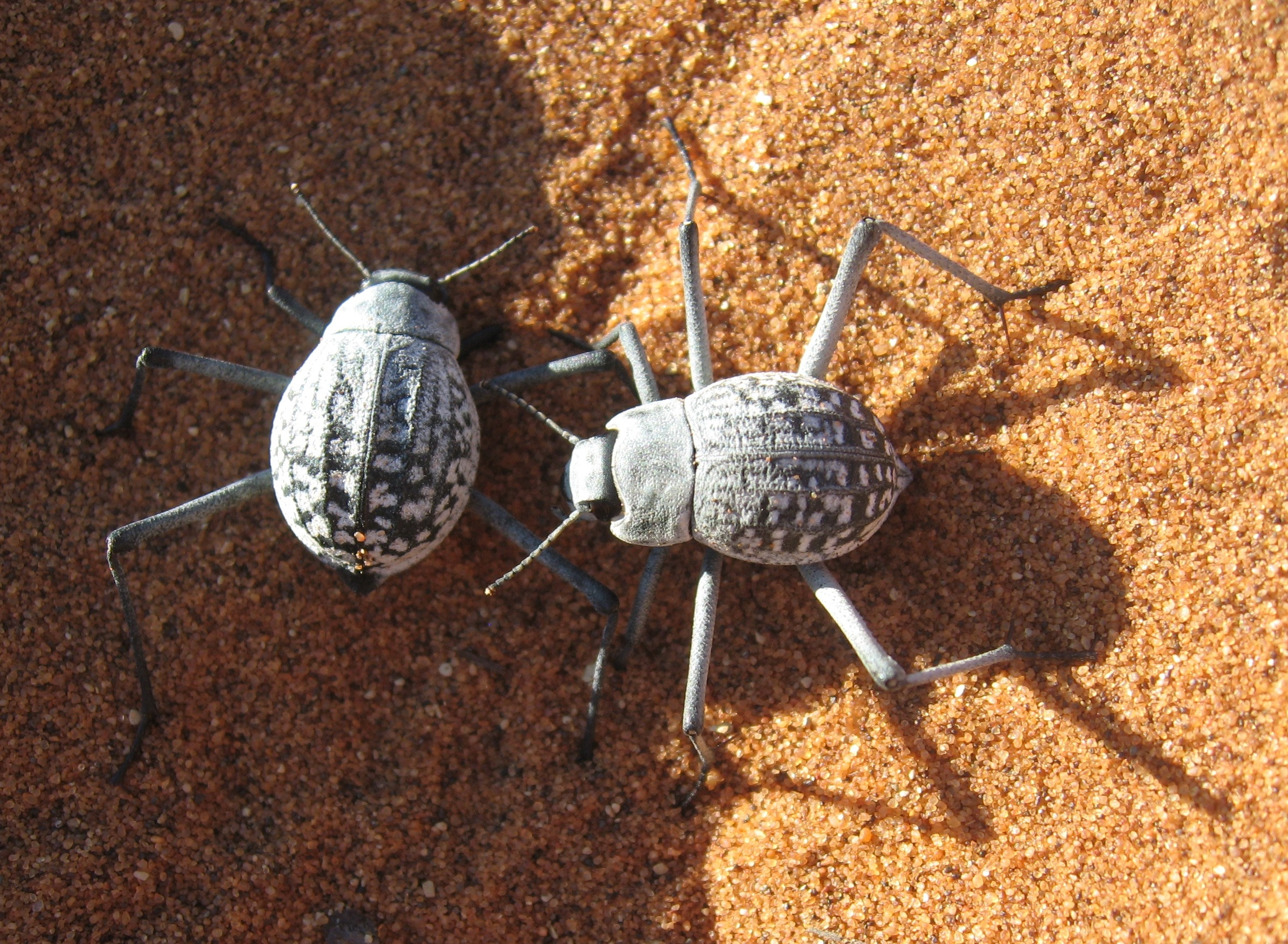
Onymacris rugatipennis
im Dead Vlei

Die verschiedenen Arten der Gattung Onymacris teilen sich verschiedene Zonen in der Namib:
- Der Nebeltrinker-Käfer Onymacris unguicularis bewohnt die Dünenkämme
- Onymacris rugatipennis lebt im flachen Gelände vor dem Dünenfuß
- Onymacris laeviceps bewohnt die Vegetation am Dünenfuß
- Der Weiße Wüstenkäfer Onymacris plana bewohnt den Dünenfuß und ist häufig an Narasträuchern anzutreffen

## Bionik
Dieses Prinzip der Wassersammlung wurde auch vom Menschen kopiert. Große Netze mit Maschen wurden zum Beispiel in Chile, nahe der Atacama-Wüste, aufgestellt (siehe Atrapaniebla). Der Nebel bleibt in den feinen Maschen hängen, das Wasser rinnt ab und wird in Becken gesammelt. Eine sehr einfache und kostengünstige Möglichkeit Wasser zu gewinnen, vor allem auch für Entwicklungsländer. Aktuell wird an einer Optimierung der Netze gearbeitet. Die noppenartige Oberfläche soll, ähnlich wie beim Käfer, auch eine Nebelwassergewinnung auf Dächern möglich machen.

## Belege